# Lobor
Lobor  è un comune della Croazia di 3 669 abitanti della regione di Krapina e dello Zagorje.